# Piazza del Duomo (Florència)

Vista del costat sud de la plaça des del Campanar de Giotto.

La Piazza del Duomo (en català: Plaça de la Catedral) és una plaça situada en ple centre històric de Florència, Itàlia. Està dominada per la Catedral i els edificis relacionats, com el Campanar de Giotto i el Baptisteri de Sant Joan, malgrat que la hipotètica línia entre Via de' Martelli i Via Calzaiuoli divideix la plaça en dues seccions, amb el Baptisteri en l'homònima Piazza San Giovanni. Des de fa mil sis-cents anys, la vida religiosa dels florentins té el seu centre la plaça de la Catedral.

## Història
Situat fora de les muralles romanes, el lloc estava originalment en el costat nord del primitiu quadrilàter que formava la ciutat. Amb la fundació del Baptisteri en època paleocristiana el centre religiós de la ciutat es va traslladar gradualment més al nord i va ser inclòs en el segon cercle de muralles. Potser encara més antiga era l'Església de Santa Reparata, primera catedral de la ciutat, més a prop del Baptisteri que l'actual Duomo, i que, amb les esglésies de Sant Salvatore al Vescovo i Sant Michele Visdomini, formava un eix sacre, juntament amb el Palazzo Vescovile davant del Baptisteri, un hospital, una casa parroquial i un cementiri. Les excavacions de 1971-1972 a la zona entre el Duomo i el Baptisteri van trobar un tram de les muralles romanes de Florentia, part del paviment d'un decumanus menor, i restes d'edificis antics. Situat a la part nord-est de l'antiga Florentia romana, aquest espai evoca «la Ciutat Santa, la nova Jerusalem, ... l'estatge de Déu amb els homes» delineada en la Sagrada Escriptura (Apocalipsis 21:2–3): la policromia dels monuments, les portes i les estàtues de bronze, els relleus i les escultures de marbre, els mosaics i les vidrieres de colors ofereixen una visió concreta de la ciutat futura, del qual «la muralla és de jaspi» i «està adornada amb tota classe de pedres precioses».
Segons la tradició, el 430 les restes de sant Zanobi, primer bisbe de la ciutat, es van traslladar a Santa Reparata des de la Basílica de San Lorenzo de Florència. Llavors la plaça era molt més petita que l'actual, amb el Palazzo Vescovile al costat del Baptisteri. Més enllà de la seva porta est s'obria, rere un carreró, la façana de Santa Reparata. La construcció d'un pòrtic davant de l'església de Santa Reparata en el segle xi va reduir a uns 17-18 metres l'espai davant del baptisteri.
La plaça de la Catedral va anar creixent a través dels segles al servei de l'església i de la ciutat.
A finals del segle xiii, amb les obres de la nova catedral, es van demolir nombroses cases per fer espai a l'enorme catedral i el campanar. Una anècdota encara famosa és la relacionada amb la família dels Bischeri, que es negaven a vendre les seves cases per fer espai a la Catedral, però es va trobar burlat perquè un incendi les va destruir, del que deriva l'insult típic de la ciutat dirigit als necis ("O Bischero!"). Entre les primeres demolicions va estar una volta de l'església antiga per buidar el Baptisteri, que es va convertir en l'edifici religiós més important de la ciutat. Al mateix temps, el lloc —inicialment un petit cementiri que rodejava el Baptisteri— va començar a prendre forma i les dimensions actuals per causa de les mateixes exigències d'espais públics que, amb l'expansió de la ciutat, van determinar el cèrcol de muralles i la construcció del Palau de la Senyoria i d'esglésies monumentals com Santa Maria Novella, Santa Croce i la mateixa Catedral. En aquest mateix període van sorgir entorn a la plaça importants manifestacions de solidaritat social basades en l'Evangeli: l'Arxiconfraria de la Misericòrdia, fundada el 1244 i encara en activitat al servei dels malalts, la Companyia i llavors l'Orfanat del Bigallo i l'Hospital de Sant Joan (que ja no existeix). La plaça va contenir també monuments commemoratius, religiosos i cívics: la Columna de San Zanobi, erigida el 1384 en el lloc en què un om sec va florir en ple hivern durant la translació de les despulles del bisbe san Zanobi a l'antiga catedral de Santa Reparata, i les columnes de pèrfid que flanquejaven la Porta del Paradís (originalment col·locades en l'espai entre el Baptisteri i la Catedral), donades pels pisans el 1117 en reconeixement de l'ajuda que Florència li brindés durant la Guerra de les Balears.
Amb el curs dels segles els edificis de la plaça van romandre en la seva majoria inalterats, mentre que la Piazza San Giovanni va ser ampliada al segle xix fent retrocedir el Palazzo Vescovile (a l'oest) i les Cases dels Canonges (al sud). En aquesta època es va regularitzar el contorn i es va ampliar en part la plaça que envolta el Duomo. En el Palazzo dei Canonici, remodelat per a l'ocasió, es van col·locar dues estàtues dels arquitectes de la Catedral (Arnolfo di Cambio i Brunelleschi) en gest de mirar la seva obra mestra en una lògia creada per a aquesta finalitat.
Des del 25 d'octubre de 2009 la plaça és totalment per als vianants, juntament amb les adjacents Via de' Martelli, Via dei Servi, i molts altres carrers del centre històric.

## Edificis

### Santa Maria del Fiore

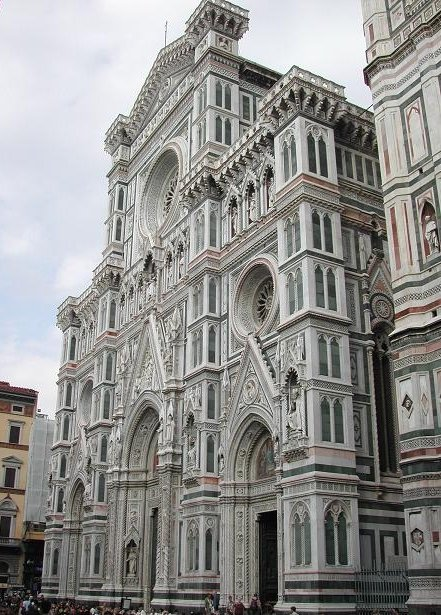
Catedral de Santa Maria del Fiore.

L'enorme catedral de Florència és una de les obres arquitectòniques més importants a cavall entre el gòtic i el renaixement, i una de les catedrals més boniques i grans d'Europa, en el seu moment la més gran, avui la tercera després de la Sant Pere de Roma i Saint Paul de Londres. Es va començar el 1296, per encàrrec de la Signoria i sota la direcció de l'arquitecte Arnolfo di Cambio, en el lloc on antigament s'erigia la catedral de Santa Reparata. El 1334, L'Arte della Lana, que havia rebut l'encàrrec de supervisar a la construcció, va confiar la direcció de les obres a Giotto i després de 1350 a Francesco Talenti, a qui es deu un nou projecte que va modificar parcialment el d'Arnolfo. Després de 1364 es van finalitzar les tres primeres voltes, i entre 1378-80 es va realitzar la coberta de la nau central i les laterals. El problema de la construcció de la cúpula de Santa Maria del Fiore es va resoldre després de llargs debats per Brunelleschi, qui, a partir de 1418, assumeix el paper de primer arquitecte renaixentista.
La seva genial solució tècnica consistia en la creació d'una doble coberta autoportant, que no necessitava la presència de les tradicionals armadures de suport. El 25 de març de 1436 Santa María del Fiore va ser consagrada pel papa Eugeni IV. La llanterna, construïda després de la mort de Brunelleschi (1446), va ser completada per Verrocchio el 1468, que la va coronar amb l'esfera de bronze i la creu. La gran cúpula domina la plaça, la ciutat i tota la plana, sent visible des de nombrosos punts dels pujols dels voltants, també a notable distància, fins a la Província de Prato i alguns municipis de la de Pistoia. Un disc de marbre blanc sobre el sòl de la plaça indica el punt on va caure l'esfera l'any 1600 després d'una forta tempesta. Va ser reconstruïda més gran i recol·locada dos anys després.
Emilio De Fabris es va adjudicar l'execució de la façana actual, en estil neogòtic, construïda entre 1871 i 1887.
Davant de l'escalinata del Duomo algunes rajoles en el paviment recorden el lloc on es trobaven les columnes del pòrtic de Santa Reparata, abans que fos demolit per fer espai a la nova catedral.

### Campanar de Giotto

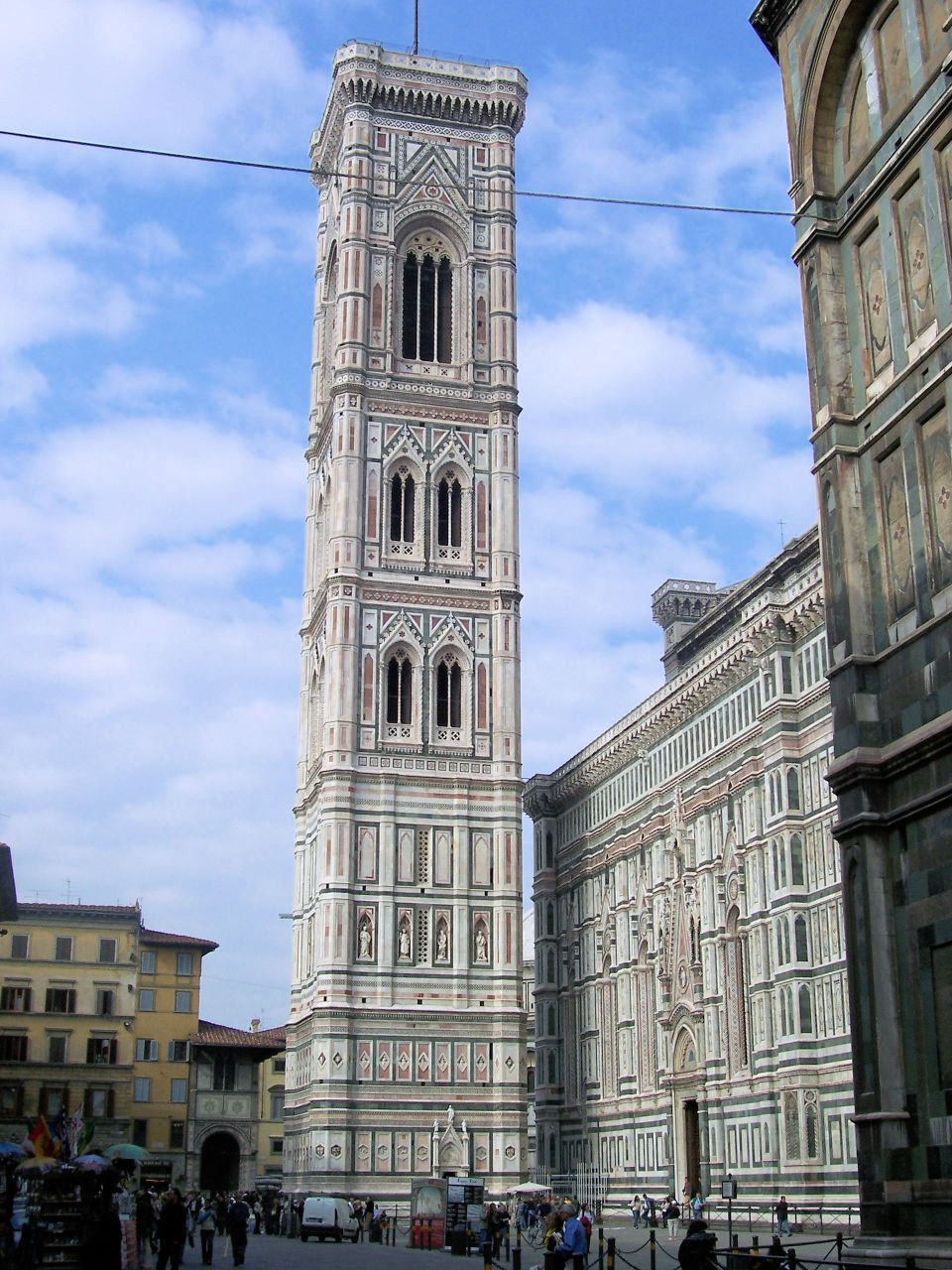
El Campanar de Giotto.

El Campanar de Giotto està situat al costat de la catedral, originalment disposat al costat de la façana en comptes d'en posició retranqueada. Va ser projectat per Giotto, de qui pren el seu nom, però construït per Andrea Pisano i completat per Francesco Talenti. Té 84 metres d'altura i les seves formes s'alleugereixen progressivament per la presència de bífores i trífores. Completament revestit amb marbres policromats blancs, verds i rosats, està decorat amb nombroses escultures i taulells, avui substituïts en la seva major part per còpies i conservats en el Museu dell'Opera del Duomo. En els taulells del basament es representen les Attività umane (Activitats humanes), veritable manifest de la Florència corporativa de l'Edat Mitjana, realitzades per Andrea Pisano i Lucca della Robbia, mentre en la segona banda estan I pianeti, le Virtù, le arti liberali ed i sacramenti (Els planetes, les Virtuts, les arts liberals i els sagraments).

### Baptisteri de Sant Joan

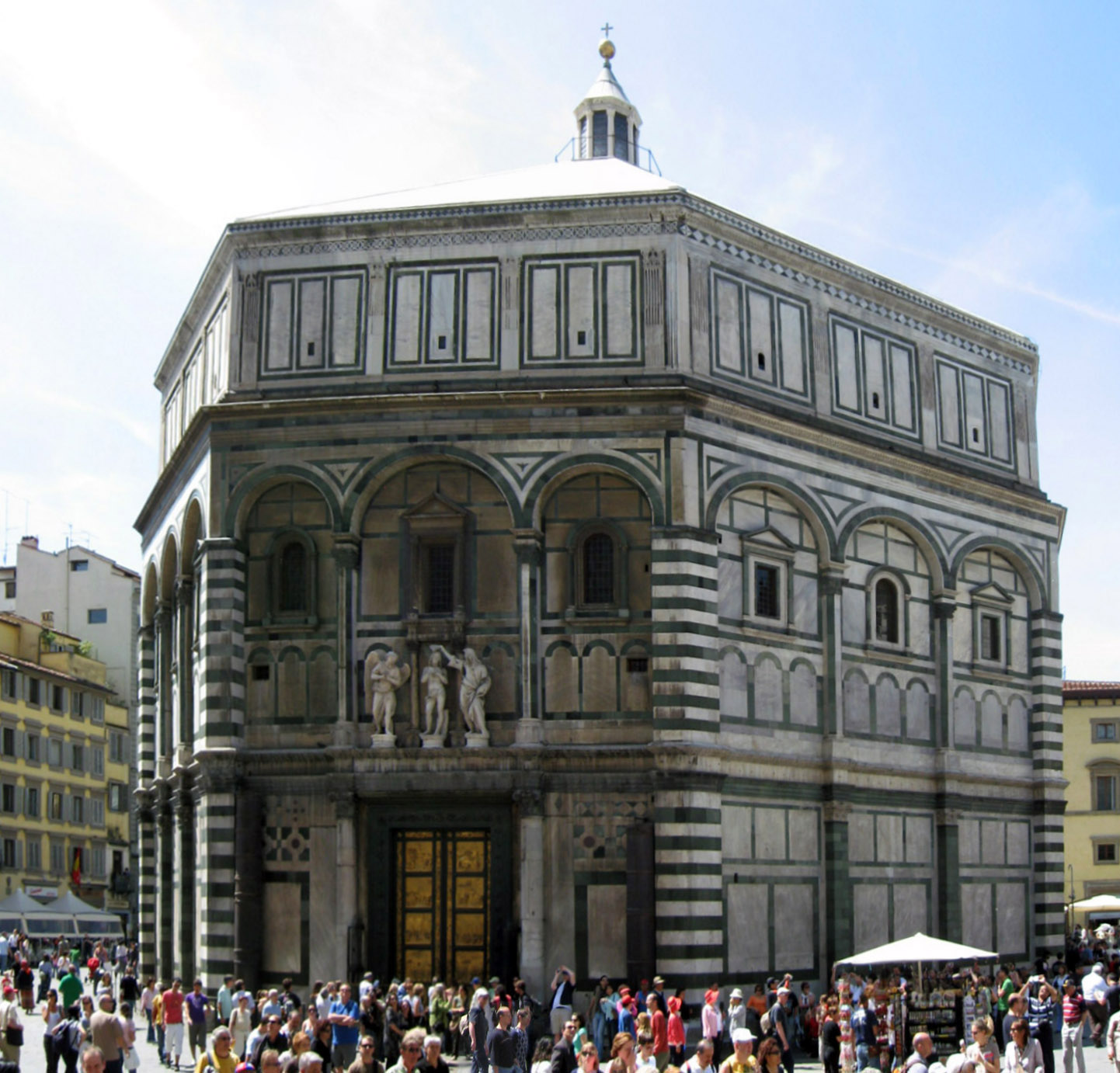
El Baptisteri.

El Baptisteri de Sant Joan és el monument més antic de la plaça, que segons la tradició era un temple pagà transformat en església cristiana. Ja en el segle v, o possiblement el VI, va sorgir aquí un primitiu baptisteri davant de Santa Reparata, que era llavors la catedral de la ciutat. Aquest primer baptisteri possiblement va ser molt semblant a l'actual, fins i tot amb la seva forma octogonal que simbolitza el "vuitè dia", el temps de Crist Ressuscitat, fora del temps humà ritmat en set dies. Aquest simbolisme es refereix directament al Baptisme, el sagrament de l'inici a la fe cristiana, el qual, simbolitza que els creients passen de la mort del pecat a la vida nova en Crist, un "vuitè dia" sense ocàs. La forma octogonal del Baptisteri al·ludeix, doncs, a l'esperança cristiana d'una resurrecció dels morts, i devia revestir una particular eloqüència especialment quan la construcció estava rodejada per un cementiri.
A partir de la segona meitat del segle xi, el Baptisteri va ser reconstruït i enriquit amb valuosos marbres, molts dels quals provenien d'edificis antics. Va ser el període de fiançament econòmic i polític de la ciutat, que va veure el trasllat a Florència de la seu del govern imperial a Toscana i, més tard, l'autonomia de Florència del Sacre Imperi Romanogermànic.

### Museu dell'Opera del Duomo

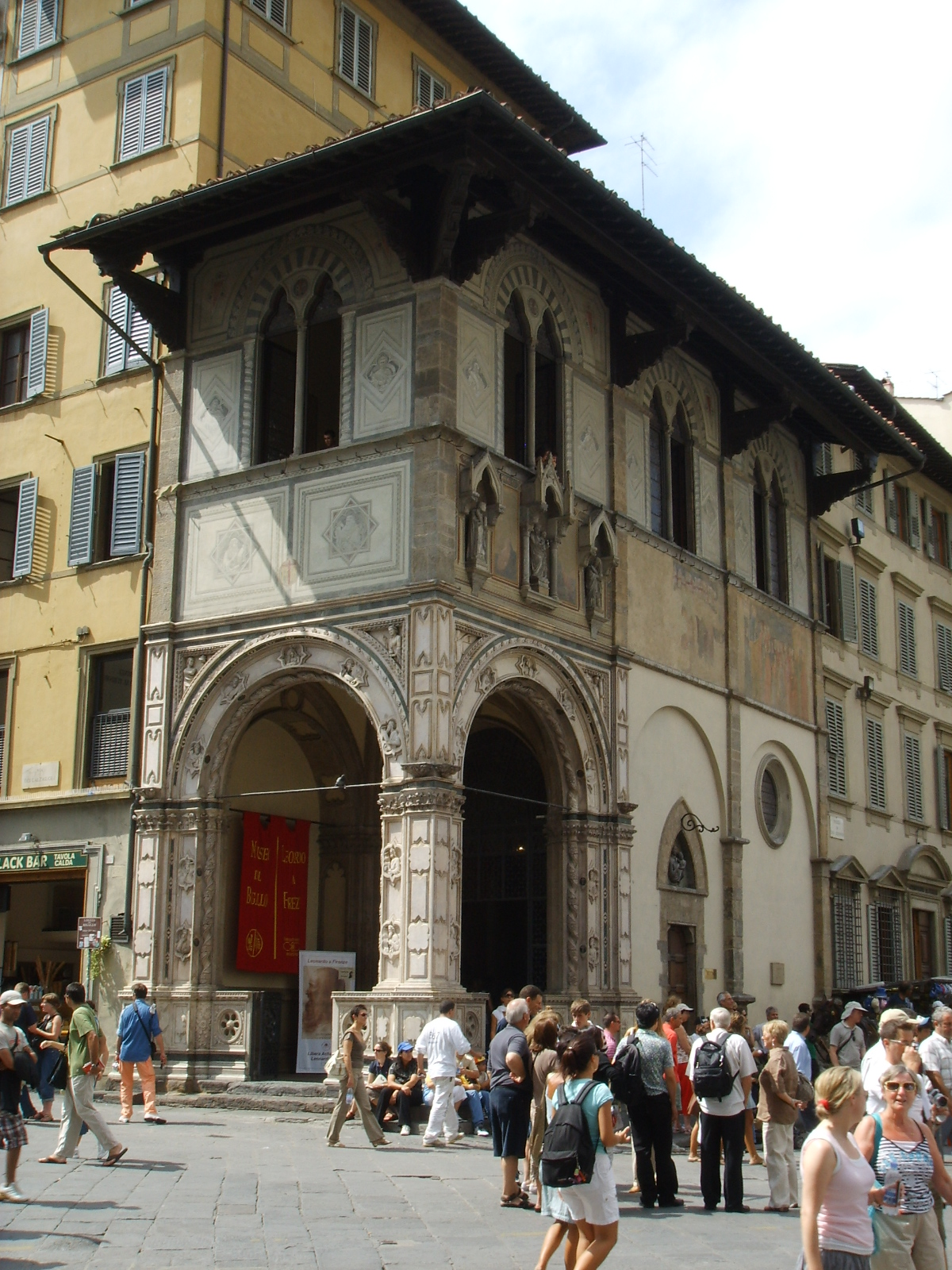
La Loggia del Bigallo.

El Museu dell'Opera del Duomo es troba en un palau davant dels absis de la Catedral, dominat per un bust de Cosme I en la seva façana. La Opera del Duomo és encara avui un ens que s'ocupa de l'administració, conservació i restauració de tots els monuments i museus situats en la Piazza del Duomo i la Piazza San Giovanni. El museu alberga nombroses obres retirades per motius de conservació dels monuments de la plaça, com els taulells i escultures del campanar, la Porta del Paradís del Baptisteri, els cors de Donatello i de Lucca della Robbia, la Magdalena, també de Donatello, i una Pietat de Miquel Àngel, procedents de l'interior del Duomo. Hi ha una secció dedicada a la construcció de la Cúpula de Brunelleschi, mentre que està completament documentada la història de la façana, des de les escultures retirades de l'obra primitiva d'Arnolfo di Cambio (destruïda el 1587) fins als projectes presentats al concurs internacional convocat al segle xix.

### Arciconfraternita della Misericordia
La Arciconfraternita della Misericordia és una antiga congregació d'ajuda fraterna, instituïda per Sant Pere Màrtir el 1244 per guarir als malalts i enterrar als morts. El 1321 es va transferir a l'oratori del Baptisteri, que va gestionar en comú amb la Confraternita del Bigallo entre 1425 i 1489. Es va traslladar el 1576 al palau anomenat degli Uffiziali dei Pupilli a la Piazza del Duomo, atorgat per Francesc I i remodelat per Alfonso Parigi, allí també hi havia un oratori dissenyat el 1781 per Stefano Diletti. Els germans vesteixen característiques capes negres des de la pesta de 1630. A l'interior de la seva seu es conserven quadres i objectes litúrgics; en l'oratori està l'estàtua de Sant Sebastià, patró de la germanor. És una de les poques germanors antigues que no ha estat suprimida amb el temps, a causa de la seva activitat en el camp assistencial (no per casualitat davant de la seva seu hi ha sempre una ambulància preparada per intervenir en cas de necessitat).

### Palazzo dei Canonici
El Palazzo dei Canonici està situat en el costat sud de la plaça.
En la primera meitat del segle xix es van realitzar intervencions urbanístiques al sud del Duomo per ampliar la plaça i donar-li més regularitat. Entre 1826 i 1830 l'arquitecte Gaetano Baccani va demolir edificis antics i va construir tres grans edificis ben alineats per a les residències dels canonges. L'edifici central, al costat de la Piazza del Capitolo, està enriquit amb una balconada recolzada en quatre columnes que emmarquen dues fornícules amb estàtues dels arquitectes del Duomo, Arnolfo di Cambio i Filippo Brunelleschi, realitzades per Luigi Pampaloni el 1830. L'arquitecte Baccani va remodelar també l'estructura del palau i l'oratori de la Misericòrdia en angle amb la via de' Calzaioli.

### Palazzo Strozzi di Mantova
El Palazzo Sacrati-Guadagni-Strozzi di Mantova es va construir sobre les antigues cases dels Bischeri. L'edifici va passar a una branca de la família Guadagni, que va adoptar el nom de Guadagni dell'Opera, a causa de la seva proximitat amb les cases de la Opera del Duomo. El 1604 van començar obres de modificació del palau. Cap al 1640 es van demolir altres cases de la Via Buia (Via dell'Oriuolo) per ampliar el palau, que així va aconseguir la Piazza Duomo amb files de set finestres; d'allí girava a una façana lateral amb cinc finestres per fila. La façana presenta tots els elements canònics de l'arquitectura residencial florentina posterior al Renaixement.

### Museu Torrini
El Museu Torrini, és un petit museu privat dedicat a l'orfebreria, situat en la primera planta del número 1. Conté exemplars d'argenteria, joieria, rellotgeria i objectes d'art produïts en la llarga història de la família Torrini.

### Altres edificis
Al costat nord de la plaça estan també els palaus Naldini i Del Bianco. El Palazzo Naldini té sobre la plaça una placa amb un bust de Donatello, que aquí va tenir durant un temps la seva tenda.

### Altres edificis en la Piazza San Giovanni
- Palazzo Arcivescovile
- Loggia del Bigallo
- Opera di San Giovanni

### Altres edificis propers relacionats amb el Duomo
- Palazzo del Capitolo dei Canonici
- Església de San Benedetto
- Església de Santa Maria in Campo

## Festes
La Piazza del Duomo és un lloc privilegiat per a la celebració de les principals festes religioses. Entre les més importants es pot citar el Scoppio del Carro, en ocasió de la Pasqua, i la Festa de Sant Joan Baptista (24 de juny), patró de Florència.

### Scoppio del Carro
La tradició del Scoppio del Carro, que consisteix a encendre el foc sagrat connectat a la litúrgia de la Resurrecció, té el seu origen a Florència en el segle xii. Es diu que Pazzino de' Pazzi, distingit en la reconquesta de Jerusalem durant la Primera Croada, havia rebut com a premi de Goffredo di Buglione tres trossos de pedra del Sant Sepulcre. En tornar a Florència, Pazzino i els seus descendents van tenir l'honor d'encendre amb aquestes pedres el foc del Dissabte Sant que es portava, primer amb una torxa, després amb el Carro, des de l'església de Santa Maria Primerana (a Piazza Strozzi, actualment destruïda) a la Catedral, acompanyat per focs artificials davant del Palazzo dei Pazzi. Des de finals del segle xviii les pedres es conserven en la chiesa dei Santi Apostoli. Actualment el foc es porta a la Catedral dins d'un braser de ferro, mentre que el Carro parteix del seu dipòsit en Via del Prato, remolcat per quatre bous blancs, acompanyat per focs artificials fins a arribar a la porta del Duomo. Aquí, durant la celebració de la Missa, al cant del Gloria el sacerdot encén amb el foc beneït la vela Pascual i el coet amb forma d'aguilenca que, per un cable d'acer, pren els focs del carro. Del resultat del vol de l'aguilenca s'obtenien auguris per a la collita.

### Festa de Sant Joan

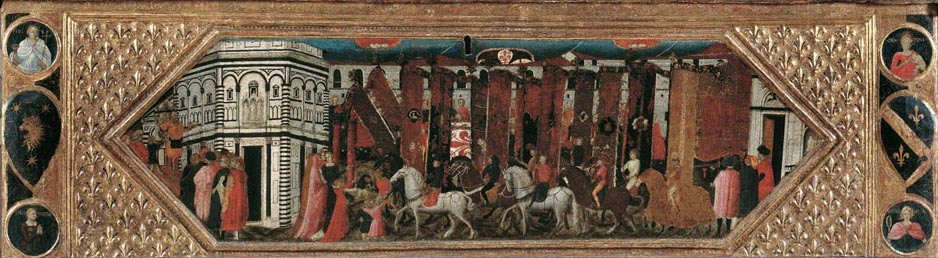
Giovanni Toscani, Processione da San Giovanni (Museu del Bargello).

La Festa de Sant Joan (Festa di San Giovanni) cau el 24 de juny, però en l'antiguitat les festes es perllongaven diversos dies més. Amb l'ocasió, s'estenia entre la Catedral i el Baptisteri, a dotze metres d'altura, una gran tela anomenada "cel", de manera que creava una espècie de ruta coberta. D'aquí començava la processó que travessava els carrers de la ciutat, decorades amb rics tapissos que penjaven de les finestres. El Baptisteri constituïa la meta final per a l'ofrena de veles i pal·lis, composts per una tela fina fixada a una vareta. Els pal·lis eren exposats durant un any en el Baptisteri, i posteriorment passaven a ser propietat del Arte di Calimala que els utilitzava per adornar la ciutat en festes solemnes. El "cel" es penjava també en ocasió dels matrimonis de les famílies més importants de la ciutat, com il·lustra el calaix nupcial dels Adimari, conservat en la Galeria de l'Acadèmia de Florència.